# 里奥克拉罗 (特立尼达和多巴哥)
里奥克拉罗（英語：Rio Claro）是加勒比海岛国特立尼达和多巴哥特立尼达岛东南部的最大城镇，位于王子镇东部、马亚罗西部、瓜亚瓜亚雷西北部。该地得名自西班牙勘测员在1770年代发现的小河流。它是马亚罗-里奥克拉罗地区的首府。